# Klub Park
Klub Studencki Szkoły Głównej Handlowej „Park” – nieistniejący już klub w Warszawie, znajdujący się do 2022 roku we wschodniej części parku Pole Mokotowskie, przy al. Niepodległości 196. 

## Historia
W budynku klubu, wzniesionym pod koniec lat siedemdziesiątych, miał początkowo mieścić się bar mleczny o nazwie „Arlekin". Pomysł ten jednak upadł, a budynek stał się w 1981 roku własnością Szkoły Głównej Planowania i Statystyki (od 1990 roku Szkoła Główna Handlowa w Warszawie). Powstało wówczas Akademickie Centrum Kultury SGPiS „Park”. Koncertową działalność klubu zapoczątkował młody wówczas zespół Lady Pank 14 sierpnia 1982 roku, a wkrótce potem w klubie powstał pierwszy oficjalny fanklub tego zespołu. W dwudziestą rocznicę tych wydarzeń, w roku 2002, również w klubie Park odbył się koncert promujący jubileuszowe wydawnictwo tego zespołu Besta besta otwierające „Antologię Lady Pank”. Klub „Park" jest „bohaterem” piosenki Moje Kilimandżaro (album Lady Pank, muz. J. Borysewicz; sł. A. Mogielnicki).
Od roku 1982 w klubie działało Studio Piosenki z którym związany był Wojciech Wiśniewski.
Od 2001 roku w klubie odbywał się cykliczny festiwal ParkFest.
W 2022 roku klub poinformował o zakończeniu działalności z końcem roku w związku z nieprzedłużeniem umowy najmu budynku przez SGH.